# 디지털 시네마
디지털 시네마(Digital Cinema)는 디지털 시네마는 필름 혹은 디지털 카메라로 촬영한 영화를 디지털 파일 형태로 가공처리하고 포장해서 이 디지털 파일을 공정매체(하드디스크)나 위성, 광대역 접속망(네트워크) 등을 통해 디지털 영사기 및 홈시어터와 이동용 단말기 등 다양한 매체를 통해 배급하고 관람객과 이용자에게 고화질의 디지털 영상 서비스를 제공하는 영화를 의미한다.
기술적인 측면에서는 디지털 시네마 극장의 상영은 해상도 2K(2048*1080)의 해상도로 제작되고 암호화된 압축 동영상(Wavelet, MPEG-HD,JPEG-2000)을 2K 의 디지털 영사기로 상영하는 것이다.
디지털 배급은 필름프린트를 캔에 담아서 극장 영사실까지 운반하는 전통적인 공정은 디지털 마스터링 된 상영용 파일(DCP: Digital Cinema Package)을 극장의 디지털 상영시스템 서버로 전송하는 과정이다.

## 초시
디지털 시네마는 영화에 디지털 기술이 도입되면서 본격적으로 시작되었다. 디지털 시네마에서 있어 하나의 이정표가 될 수 있는 영화는 조지 루카스의 <스타워즈 에피소드1>(1999)이었다. 조지 루카스는 스타워즈에서 도입된 영화사상 최초의 컴퓨터그래픽, THX 사운드시스템 개발 등 필름테크놀로지의 메시아로 불리는 인물이었다. 그의 복귀작 <스타워즈 에피소드1>은 필름으로 촬영되어 (HDW F900 카메라는 '스타워즈 에피소드2'촬영에 사용되었다.) 디지털 데이터로 제작됐고, 위성 등의 유통망을 통해 배급된 뒤 DLP 프로젝터라 불리는 디지털 프로젝터로 상영(최초의 DLP 프로젝터)되었다.

## 디지털 시네마 도입의 환경 분석
1. 영화 불법 파일의 유통으로 인한 Box office의 매출 하락이 계속 이어지고 있다.
2. 극장의 낙후된 수익모델이 원인이다.
3. 글로벌 미디어 기업들이 영화의 새로운 유통 채널을 기획하기 시작하였다.
  1. 월트 디즈니: 셋탑박스를 이용한 인터넷 VOD영화 서비스인 무비빔 출시
  2. 타임 워너: 과거 불법 영화 파일의 온상이었던 P2P 비트트렌토와 전략적 제휴 체결
  3. 뉴스 코퍼레이션: Myspace.com D2DRIVE와 같은 자사의 사이트에서 영화 다운로드 서비스 시작
  4. 미국 대형 콘텐츠 사업자의 온라인 영상 유통 현황
  5. 조지루카스 감독 "극장에서 상영 중인 영화를 집에서 볼 수 있는 날이 곧 올 것이다. 이것만이 해적판을 막을 수 있는 방법이고 페이퍼 뷰가 홈엔터테인먼트 산업의 대세이다." 전망
4. 2003년부터 필름생산이 미국에서 '공해 산업'으로 분류되면서 필름이 가진 환경오염 문제가 대두되고 있다.
5. 우리나라의 디지털 콘텐츠 시장은 2000년대 들어 연평균 30%에 가까운 증가율로 지속 확대되고 있다. 이 가운데 디지털 영상은 현재 6%의 비중에 그치고 있으나, 연평균 성장률이 30% 선을 웃돌고 있어 다른 부문에 비해 상대적으로 빠르게 성장할 것이라 예상하고 있다.(한국소프트웨어진흥원, 2007)

## 기술 이슈
1. 디지털시네마 환경을 구현하기 위한 핵심 장비는 DLP와 디지털서버이다.
2. 영사: 디지털 영사기는 2006년 7월 현재 60대로 집계되면서 2K급 영사기의 보급이 빠르게 확산되고 있다.
3. 표준화문제

- 2004년은 디지털 시네마에 관한 표준화 논의가 촉발됐던 해
- Digital Cinema Initiatives (DCI)는 2007년 4월 12일 [디지털시네마 시스템 규격 (버전 1.1)]을 발표
- 미국의 DCI(Digital Cinema Initiatives)는 2002년 3월 디즈니, 폭스, MGM, 파라마운트, 소니, 유니버설, 워너브러더스 등 7개 메이저 스튜디오가 디지털 시네마의 다양한 기술 양상 속에서 적합한 합의를 구하기 위해 투자한 협력 기구
- 국내에 보급된 디지털 상영관들은 각기 파일 방식이 다른 서버를 쓰고 있다. 아트레온은 MPEG-2 계열의 아비카(Avica) 서버를, CGV는 J2K/MPEG2/VC1을 지원하는 큐브(Qube) 서버를, 메가박스는 MPEG-2 계열의 GDC 서버를, 롯데시네마는 메가박스와 같은 방식의 서버를 쓰고 있다. 말하자면 서로 콘텐츠를 호환할 수 없기에, 이들 모두에게 디지털 데이터를 주기 위해서는 각기 다른 파일을 보내줘야 하는 어려움

1. 디지털시네마에 대한 논의의 핵심은 기술개발 및 표준화의 영역에서 수익모델 구성 및 고객관리의 영역으로 차츰 이동

- 네트워크나 위성전송망을 통한 도입이 늦어지고 있는 이유는 기술적인 문제보다는 막대한 초기 인프라 설치비용 때문, 기술적으로는 이미 2005년 11월, 워너브라더스가 <유령신부>를 광통신망을 통해 일본 오사카와 도쿄의 극장에 전송하는 데 성공
- 200GB 정도 되는 현재의 상영용 영화파일을 무리 없이 전송할 수 있을만한 속도를 보장하면서도 보안문제를 일으키지 않는 네트워크를 구축하는 게 필수적
- 2K급과 거의 유사한 화질을 가지고 있는 Full HDTV 서비 스가 본격화되고 있기 때문에 극장 측은 이와 차별화되는 4K급 상영시스템의 도입, 현재 2K 시스템 투자에 비용을 들이는 대신 좀 더 기다렸다가 4K급 장비를 구입할 유인은 충분히 존재
- DCI 시스템권고안은 디지털시네마를 날로 심각해지고 있는 보안문제의 해결책으로도 제시, 최초로 상영용 파일 제작 시 암호화(AES-128 Key Encryption)하고, 배급용 암호키(KDM: Key Delevery Message)를 할당하여 극장에서 영사기사가KDM을 입력해야만 허가된 시간에 상영이 가능, 파일이 서버에서 프로젝터로 전송되는 순간의 비디오 신호 녹화 및 캡처를 방지하기 위한 암호화 기술도 적용(워터마킹)

1. 미국의 경우 국토면적 자체가 넓은 까닭에 유선망 네트워크 구축의 비효율성이 커서 위성전송 방식을 적극

고려하고 있는 반면, 국내에서는 기존 인프라를 확보하고 있는 KT와 같은 망 사업자들이 영화 배급 사업에 관심을 기울이고 극장의 시설투자를 지원하면서 유선망을 통한 네트워크구축이 급물살을 타고 있는 현상을 보인다.

## 디지털시네마 기술 가이드라인: 상영
1. 디지털시네마 상영의 개념
  - 디지털시네마 서버와 디지털 영사기를 이용한 영화상영을 디지털시네마 상영이라고 한다.
  - 디지털 상영의 범위는 영사실에 디지털 콘텐츠가 전송된 이후 저장->상영->삭제까지 이루어지는 모든 행위를 포함한다.
  - 디지털 영사기의 영상 품질을 좌우하는 요소로는 색상, 해상도, 밝기, 콘트라스트 등이 있다
  - 디지털 음향의 품질을 좌우하는 요소로는 레벨, 채널수, EQ 등이 있다.
2. 디지털시네마 상영시스템의 구조

디지털시네마 상영시스템은 저장, 내부운송, 보안, 재생, 자동제어, 그리고 통합적 원격 극장 관리 시스템으로 구성된다.
- 라이브러리 서버

NOC로부터 전송된 DCP를 수신하여 저장관리하는 시스템
- 상영관 관리 시스템(SMS:Screen Management System)

디지털시네마 상영관별 운영관련 정보를 관리하는 시스템
- 극장 관리 시스템 (TMS: Theatre Management System)

디지털시네마의 상영과 관련한 운영 관련 정보를 관리하기 위한 시스템
- 디지털시네마 서버(미디어 블록 포함)

디지털시네마의 콘텐츠를 수신하고 저장하기 위한 장치
- 영상 인터페이스

디지털시네마의 영상 관련 데이터를 송수신하기 위해 구성된 입출력 시스템
- 디지털 영사기
- 음향시스템
- 자동화시스템

디지털시네마의 상영과 관련한 주변 인프라의 자동제어를 위하여 구성된 시스템

## 한국의 현황
1. KT는 2006년 9월 롯네 시네마, 씨너스, MMC 등과 양해 각서(MOU)5)를 체결하고 네트워크 배급 시스템을 구축하기로 합의
2. 2006년 CJ 파워캐스트는 <마법사들>을 CGV 5개관에 최초로 네트워크 배급했고, 메가박스는 동영과 제휴 네트워크 배급 시스템을 구축하여 2008년5월 <스파이더맨 3>부터 본격적인 네트워크 배급을 선언
3. 2006년 CJ 파워캐스트 (대표 강석희)는 국내에서 처음으로 영화의 디지털 원본 파일을 반영구적으로 보관하는 디지털 백업 서비스를 시작했다. CJ 파캐워스트는 CJ엔터테인먼트와의 계약으로 기존의 방송 콘텐츠를 디지털로 저장하는 방송용 디지털 아카이브 서비스를 영화 파일까지 확장(Platform+ Distribution)

## 기대 효과

### 콘텐츠
1. 자율성
기존까지 특정 네트워크(극장)에 결합(Coupling)되어 네트워크 종속적인 속성을 가져왔던 영화 콘텐츠가 디지털 시네마로 인해 네트워크로부터 자유로워질 수 있다.(Platform-free)
2. 활용성
극장영화의 개봉과 동시에 타 미디어로 재 생산될 때 용이 질 것이고, 기존의 필름에서 다른 미디어와의 결합이 불가능 했던 것이 쉬워질 것이다. 그리고 디지털 프로젝터 도입으로 스포츠 중계 등 다양한 비즈니스 기회의 창출 가능성이 높아질 것이다. 상영관들이 영화뿐만 아니라 스포츠 중계 등을 통해 고객접점(고객과 마주치는 순간) 강화에 나섬으로써 비즈니스 기회가 확대될 수 있는 것이다. 해외에서 열리는 연주회나 뮤지컬, 연극 등을 마치 현장에서 직접 관람하듯이 보여 줄 수 있다.
3. 생산성
영화산업에 있어서 디지털 기술의 도입은 미국의 할리우드나 한국의 충무로와 같은 기존의 영화 클러스터를 디지털 네트워크에 의해 지리적 공간을 초월한 제작 및 편집이 가능한 개방적인 클러스터로 전환시킬 것이다. 즉, 기존 필름 영화의 경우, 촬영 현장에서의 작업과 편집 과정이 시간적, 공간적으로 완전히 독립된 형태로 유지되어야 했지만, 필름을 디지털 네트워크가 대신함으로써 촬영 현장과 편집 현장이 통합될 수 있을 것이다. 또, 동일한 영화 콘텐츠가 다양한 결말을 갖게 된다든지, 등급별 편집의 다양화, 더빙 음성과 자막의 다양화 등은 스크린 수가 많은 상영관일수록 더 많은 기회를 제공할 가능성이 높을 것이다.

### 경제적 파급효과
1. 영진위 분석에 따르면 2005년을 기준으로 다른 조건이 변하지 않는다고 가정했을 때 필름 영화를 전면적으로 디지털 영화로 전환할 경우 영화산업 전체에서 연간 243억3100만원의 투입비용을 절감할 수 있는 것으로 나타났다. 항목별로 보면 제작비 측면에서 104억3000만원, 배급에서 268억5200만원이 절감되지만 상영 부문에서는 129억5100만원의 비용이 증가해 전체적으로 243억3100만원이 절감된다는 것이다.
2. 제작 부분에서는 디지털 시스템으로 효율적인 제작 시스템의 확립이 가능하고 배급측면에서는 필름 프린트 비용 절감과 위성망을 통한 세계 동시 배급, 서버등의 관련산업 발전 등을, 상영 측면에서는 다양한 문화콘텐츠를 소비하는 장소로 극장 개념이 확대되는 등의 변화가 가능함을 보여 줌
3. ‘디지털 시네마 도입의 경제적 파급효과’에서 “국내 영화산업의 완전한 디지털화가 이뤄질 것으로 전망되는 2020년까지 향후 총 1조7482억원의 생산유발효과가 나타날 것으로 추정된다”고 전망
4. 영화 콘텐츠의 디지털화를 통해 영화가 갖는 원소스멀티유저 (one-source multi-use)의 기능을 극대화하면서 영화 후속시장의 발달을 도모할 수 있을 뿐만 아니라, 궁극적으로는 국내 영화시장 규모의 확대 및 국내 영화산 업의 발달에도 기여할 수 있다.
5. ( DTR-DTC ) ＞ ( FTR-FTC ) ............................. (1)

DTR: 디지털 시네마 도입의 총수익
DTC: 디지털 시네마 도입의 총비용
FTR: 필름 영화의 총수익
FTC: 필름 영화의 총비용

## 같이 보기
- 시네마토그래피
- JPEG 2000
- 3차원 영화
- 4K 해상도
- 디지털 시네마토그래피
- 디지털 인터미디어트
- 해상도